# Ивелин Михайлов
Ивелин Людмилов Михайлов е български предприемач и политик, основател на „Исторически парк“ и политическа партия „Величие“.

## Детство и образование
Роден е на 30 август 1977 г. в Горна Оряховица. Завършва средно образование през 1996 г. в Техникума по електротехника и електроника „М. В. Ломоносов“ със специалност „Промишлена електроника“. Следва „Стопанско управление“ в Икономически университет – Варна от 1997 г. до 2003 г.

## Предприемаческа дейност
В периода 2003 – 2008 г. Михайлов работи в „Животозастрахователната компания „Евролайф“, където в края на 2006 г. е избран за консултант на годината. От 2006 г. до 2007 г. изпълнява длъжността Директор продажби.
През ноември 2007 г. основава „300“ ООД, по-известна като бранда „Тогедър Академи“. Академията цели да подпомогне малките и средни бизнеси да придобият експертни знания за успешно предприемачество чрез семинари и специализирана литература. През 2008 г. основава застрахователната компания „Тогедър България“.
През юли 2017 г. Михайлов заедно с доц. Николай Нинов прави първа копка на скандално известния „Исторически парк“ край село Неофит Рилски, община Ветрино. Паркът е разследван за незаконно публично предлагане на акции, както и за сделки със суми на 10 хиляди лева платени в брой. 

## Политическа дейност
През юли 2023 г. заедно с бившия служител на Националната служба за охрана Николай Марков основава националистическата политическа партия „Величие“, като за неин председател е избрана Албена Пекова. Партията заема популистки, евроскептични и проруски позиции. На местните избори през 2023 г. партията печели 6 мандата в Общинския съвет на община Ветрино. По-късно към тях се присъединява бившия служител на Националната служба за охрана Николай Марков.
Михайлов участва в обществения съвет към неуспешния опит за организиране на „Референдум за мир и суверенитет“.
На парламентарните избори през юни 2024 г. „Величие“ изненадващо прескача избирателната бариера от 4%. Скоро след формирането си и поредица от неразбирателства и скандали, парламентарната група на партията се разпада тъй като шестима депутати я напускат. Във връзка с подозрения за нередности в дейността на Михайлов, през лятото на 2024 г. в НС е създадена временна парламентарна комисия, която проверява създаването и финансирането на „Исторически парк“.
На парламентарните избори през октомври 2024 ПП „Величие“ не влиза в парламента, като не и достигат 21 гласа за да прескочи 4-процентовата бариера. Михайлов и партията внасят искане за касиране на изборите в Конституционния съд и организират няколко протеста в дните след това срещу своеволията на властта. След внесеното обжалване и продължителни спорове на 13.03.2025 г. Конституционният съд излиза с единодушно решение, че ПП „Величие“ е ощетена с 59 гласа. Реалният резултат е със 107 гласа над преизчислената бариера и партията влиза в 51-то Народно събрание с 10 депутати.
На 19 март 2025 г. „Величие“ официално става част от Народното събрание, а Ивелин Михайлов за пръв път е  избран за  народен представител и оглавява парламентарната група на партията.

## Критики
Паркът и организацията около него са страни в серия противоречия, свързани с непрозрачното му финансиране, както и политическата им дейност – както в община Ветрино, така и на национално ниво. Държавна агенция „Национална сигурност“ (ДАНС) е оценила „Исторически парк“ като финансова измама за 70 млн. лв. и има данни, че изпълнителният директор на парка Ивелин Михайлов е работил с руските служби. Това са двата най-важни извода от доклада на комисията за разследване на парка и Михайлов към Народното събрание. В началото на 2023 г. паркът, заедно с партия „Възраждане“, успява да изнесе паметник на хан Котраг, дело на скулптура Дишко Дишков, към Русия, заобикаляйки санкциите, наложени от българската държава.